# دردار قاتم
دردار قاتم (الاسم العلمي: Ulmus opaca) هو نوع نباتي يتبع جنس الدردار من فصيلة الدردارية.